# Ibrahim Farhi Benhalima
Ibrahim Farhi Benhalima (en arabe : إبراهيم فرحي بن حليمة), né le 16 avril 1997 à Saïda, est un footballeur algérien qui évolue au poste de milieu offensif à l'ASO Chlef.

## Biographie

### En club
Formé au MC Alger, Farhi fait ses débuts en faveur de l'USM El Harrach, en première division algérienne, le 19 septembre 2015.
Passé ensuite par l'USM Alger, il s'illustrera en prêt à l'US Biskra, toujours au plus haut niveau algérien, avant de rejoindre le JS Saoura.
Avec l'équipe de la JS Saoura, il inscrit quatre buts en première division algérienne, et participe à la Ligue des champions d'Afrique.
Le 22 septembre 2020, sa signature est annoncée auprès du Club africain en Tunisie,.

### En sélection
Déjà international avec les moins de 20 ans, Farhi est sélectionné avec les espoirs algériens en février 2018, à l'occasion d'un match amical contre la Palestine.